# Mario González (Leichtathlet)
Mario González (* 20. April 1991) ist ein venezolanischer Leichtathlet, der sich auf das Kugelstoßen spezialisiert hat.

## Sportliche Laufbahn
Erste internationale Erfahrungen sammelte Mario González im Jahr 2022, als er bei den Südamerikaspielen in Asunción mit einer Weite von 17,52 m den fünften Platz im Kugelstoßen belegte. 2025 belegte er bei den Hallensüdamerikameisterschaften in Cochabamba mit 14,59 m den vierten Platz.
In den Jahren 2013 und von 2022 bis 2024 wurde González venezolanischer Meister im Kugelstoßen sowie 2013 und 2023 auch im Diskuswurf.

## Persönliche Bestleistungen
- Kugelstoßen: 17,63 m, 19. August 2022 in Barquisimeto
- Diskuswurf: 47,40 m, 11. April 2023 in Barquisimeto